# Албанија на Летњим олимпијским играма 2000.
Албанији је ово било четврто учешће на Летњим олимпијским играма. Албанска делегација је на Олимпијским играма 2000. у Сиднеју била састављена од 4 учесника (2 мушкарца и 2 жене), који су се такмичили у три спорта. Најстарији учесник у екипи била је такмичарка у стрељаштву Дјана Мата (40 год.), а најмлађа је била атлетичарка Клодијана Шаља са 21. годином.
Албански олимпијски тим је био у групи екипа које нису освојиле ниједну медаљу.
Заставу Албаније на свечаној церемонији отварања Олимпијских игара 2000. носио је дизач тегова Илирјан Сули.

## Учесници по дисциплинама
| Спорт         | Мушкарци | Жене | Укупно |
| ------------- | -------- | ---- | ------ |
| Атлетика      | 1        | 1    | 2      |
| Дизање тегова | 1        | 0    | 1      |
| Стрељаштво    | 0        | 1    | 1      |
| Укупно(3)     | 2        | 2    | 4      |

## Резултати по спортовима

### Атлетика

#### Мушкарци
| Атлетичар    | Дисциплина | Група    | Група     | Четвртфинале     | Четвртфинале     | Полуфинале       | Полуфинале       | Финале           | Финале  | Детаљи |
| Атлетичар    | Дисциплина | Резултат | Место     | Резултат         | Место            | Резултат         | Место            | Резултат         | Место   | Детаљи |
| ------------ | ---------- | -------- | --------- | ---------------- | ---------------- | ---------------- | ---------------- | ---------------- | ------- | ------ |
| Олтијон Лули | 100 м      | 11,08    | 8 и гр. 8 | Није се пласирао | Није се пласирао | Није се пласирао | Није се пласирао | Није се пласирао | 86 / 99 |        |

#### Жене
| Атлетичарка    | Дисциплина | Група    | Група     | Четвртфинале      | Четвртфинале      | Полуфинале        | Полуфинале        | Финале            | Финале  | Детаљи |
| Атлетичарка    | Дисциплина | Резултат | Место     | Резултат          | Место             | Резултат          | Место             | Резултат          | Место   | Детаљи |
| -------------- | ---------- | -------- | --------- | ----------------- | ----------------- | ----------------- | ----------------- | ----------------- | ------- | ------ |
| Клодијана Шаља | 400 м      | 56,41    | 7 и гр. 5 | Није се пласирала | Није се пласирала | Није се пласирала | Није се пласирала | Није се пласирала | 52 / 58 |        |

### Дизање тегова
Мушкарци
| Дизач тегова  | Дисциплина | Трзај    | Трзај   | Избачај  | Избачај | Укупно | Пласман     | Детаљи         |
| Дизач тегова  | Дисциплина | Резултат | Пласман | Резултат | Пласман | Укупно | Пласман     | Детаљи         |
| ------------- | ---------- | -------- | ------- | -------- | ------- | ------ | ----------- | -------------- |
| Илиријан Сули | -77 кг     | 162,5    | 4.      | 192,5    | 6.      | 355,00 | 5. /16 (17) | [ мртва веза ] |

### Стрељаштво
Жене
| Стрелац    | Дисциплина           | Квалификације | Квалификације | Финале            | Финале            | Пласман | Детаљи |
| Стрелац    | Дисциплина           | Резултат      | Пласман       | Резултат          | Укупно            | Пласман | Детаљи |
| ---------- | -------------------- | ------------- | ------------- | ----------------- | ----------------- | ------- | ------ |
| Дјана Мата | Ваздушни пиштољ 10 м | 397           | =21.          | Није се пласирала | Није се пласирала | =21/45  |        |
| Дјана Мата | МК пиштољ 25 м       | 579           | =11.          | Није се пласирала | Није се пласирала | =11/42  |        |